# Chaetagenia bella
Chaetagenia bella är en tvåvingeart som beskrevs av Rodrigues Lopes 1978. Chaetagenia bella ingår i släktet Chaetagenia och familjen husflugor. Inga underarter finns listade i Catalogue of Life.